# Prinsessen og Klovnen
Prinsessen og Klovnen (originaltitel La princesse aux clowns) er en fransk stumfilm fra 1924 instrueret af André Hugon.

## Medvirkende
- Huguette Duflos som Olga
- Charles de Rochefort
- Magda Roche
- Guy Favières som Michel II
- Paul Franceschi